# Cirocha
Cirocha (mađ. Ciróka; ukr. Ціроха) je desna pritoka rijeke Laborec u Prešovskom kraju u istočnoj Slovačkoj. Duljina joj je 50.1 km, a površina porječja 499.8 km2 Prosječni protok je 2,85 m³/s u Snini.

## Tijek
Izvorište rijeke Cirocha nalazi se u planinama Bukovské vrchy ispod prevoja Ruské sedlo na slovačko- poljskoj granici. Teče prema jugu i zapadu nakon prvih nekoliko kilometara u akumulacijsko jezero Starina te teče dalje do općina Snina i Stakčín. Od Stakčína teče prema zapadu, do ušća u rijeku Laborec kod Humennéa.

## Pritoci
Cirocha (D - desni pritok, L - lijevi pritok)
- Kuzmovský potok L
- Ruský potok L
  - Michalcov potok L
- Saganovský potok L
- Záhradný potok L
- Lukov L
- Smolník D
- Stružnica D
  - Zvalský potok L
  - Bystrý potok D
  - Kýčerský potok D
- Hricov potok D (ulijeva se u vodospremu Starina)
- Dara L (ulijeva se u vodospremu Starina)
- Havrilovec L
- Trnovec L
  - Lieskovec D
  - Kolonička L
  - Oľchovec D
    - Makovinský potok D
- Chotinka D
  - Hlboký potok L
- Kuršina L
  - Prechodovec D
- Tichá voda L
- Bystrá L
- Magurický potok D
- Veľký Tarnovský potok L
- Malý Tarnovský potok L
- Daľkov L
- Pčolinka D
  - Čukalovský potok D
  - Klčský potok L
  - Konopianka D
  - Vrchpoľský potok L
  - Podhonský potok D
  - Pichnianka D
    - Kadlubský potok L

  - Sninský potok L
- Rovný potok L
- Barnov L
  - Čierny potok D
    - Hybkaňa L

  - Topoľné L
  - Kamenný potok L
- Brusný potok D
- Zajacov potok D
- Trsťový potok D
- Hrežnovský potok D
- Hodkovec L
  - Hradiský potok L
- Dlžianka L
- Voniarsky potok L
  - Prievlakový potok L
- Dielnica L
- Zvoníkov potok D
- Kamenica L
  - Trsťový potok L
  - Zvorík
  - Porúbka D
  - Klinový potok L
  - Meše L
  - Brestový potok L
  - Čopovský potok L
  - Suchý potok L
    - Medvedí potok L

  - Konské L
    - Zbuchov potok L

## Vanjske poveznice
|  | Zajednički poslužitelj ima još gradiva o temi Cirocha |